# Mimocolliuris
Mimocolliuris is een geslacht van kevers uit de familie van de loopkevers (Carabidae). De wetenschappelijke naam van het geslacht is voor het eerst geldig gepubliceerd in 1933 door Liebke.

## Soorten
Het geslacht Mimocolliuris omvat de volgende soorten:
- Mimocolliuris andrewesi (Liebke, 1933)
- Mimocolliuris bakeri (Liebke, 1933)
- Mimocolliuris chaudoiri Boheman, 1858
- Mimocolliuris drumonti Baehr, 2009
- Mimocolliuris insulana Habu, 1979
- Mimocolliuris nepalensis (Jedlicka, 1965)
- Mimocolliuris pilifera (Nietner, 1858)
- Mimocolliuris pusilla (Andrewes, 1930)
- Mimocolliuris sauteri Liebke, 1933
- Mimocolliuris sinuatiphallus Zhao & Tian, 2011
- Mimocolliuris stigma (Andrewes, 1923)